# Тюркеш, Ахмет Куталмыш
Ахмет Куталмыш Тюркеш (тур. Ahmet Kutalmış Türkeş; 16 октября 1978, Стамбул) — турецкий экономист и политик, младший сын Алпарслана Тюркеша. Депутат парламента от исламистской Партии справедливости и развития.

## Международный финансист
Родился в семье Башбуга — Вождя — турецких ультраправых националистов Алпарслана Тюркеша. Окончил экономический факультет Университета Билькент в Анкаре. Продолжал образование в стамбульском Университете Билги, женевском Вебстерском университете, вашингтонском Американском университете. Имеет учёную степень в области международных финансов.
С 2005 года работает в качестве финансового менеджера на международных рынках. Учредил Фонд Алпарслана Тюркеша.

## Политические особенности
На выборах 2011 года Ахмет Куталмыш Тюркеш был избран в парламент от исламистской Партии справедливости и развития Реджепа Тайипа Эрдогана. Такая политическая ориентация нехарактерна для семейства Тюркеш, ориентированного на светский ультраправый национализм — Алпарслан Тюркеш-старший был основателем Партии националистического движения.
В 2013 году у Ахмета Куталмыша Тюркеша произошёл резкий конфликт с другим депутатом-однопартийцем Шамилем Тайяром — из-за критики со стороны Тайяра в адрес Алпарслана Тюркеша. Эта ситуация, хронологически совпавшая с массовыми протестами против правительства Эрдогана, создала дополнительные осложнения для правящей партии.